# Tashichho Dzong
Tashichho Dzong (em butanês:  བཀྲ་ཤིས་ཆོས་རྫོང, Fortaleza da gloriosa religião) é um mosteiro e fortaleza budista no extremo norte da cidade de Timbu, capital do Butão, na margem ocidental do Wang Chu. Tradicionalmente, tem sido a sede do Druk Desi (ou "Deb Raja"), o chefe do governo civil do Butão, um cargo que foi combinado com a realeza desde a criação da monarquia em 1907, e capital de verão do país. Em antigos documentos britânicos, é conhecido como Tassisudon.
A estrutura principal do edifício caiado é de dois andares com torres de três andares em cada um dos quatro cantos encimados por telhados dourados de três camadas. Há também uma grande torre central ou utse.

## História
O Thimphu Dzong original (o Do-Ngön Dzong, ou Dzong da Pedra Azul) foi construído em 1216 pelo Lama Gyalwa Lhanapa (1164–1224), fundador da filial de Lhapa do Drikung Kagyu, no local onde o Mosteiro Dechen Phodrang agora fica, em um cume acima do atual Tashichö-dzong. Em 1641 Shabdrung Ngawang Namgyal assumiu aquele Dzong do Lhapa Kagyu, reconsagrou-o e renomeou-o Tashichö-Dzong. Foi então estabelecido como a sede principal do Drukpa Kagyu do Sul e a residência de verão do corpo monástico ou sangha liderado por Shabdrung Rinpoche . A maior parte deste dzong original foi destruída por um incêndio em 1772 e um novo dzong foi construído no local atual pelo décimo sexto Desi, Sonam Lhudrup, e foi então consagrado pelo décimo terceiro Je Khenpo, Je Yonten Taye, que nomeou o novo Dzong Sonamchö -dzong. Após a morte do Desi foi renomeado Tashichö-Dzong após o antigo Dzong.
Tashichö Dzong foi novamente destruído pelo fogo três vezes e seriamente danificado por um terremoto. Cada vez que foi reconstruído pelo Desi e Je Khenpo da época. Em 1962, após a mudança da capital de Punakha para Timbu, o atual Dzong foi reconstruído pelo terceiro rei, Jigme Dorji Wangchuck, como sede do governo seguindo um plano diferente do antigo. Apenas a torre central utse, o Lhakhang Sarp (novo templo) e o principal Gönkhang (templo protetor) permanecem do Dzong anterior. Após sua conclusão em 1968, o novo Tashichö Dzong foi consagrado pelo 66º Je Khenpo Yonten Tarchin; o 16º Karmapa, Rangjung Rigpai Dorje ; e Je Kudre, Jamyang Yeshe.
Tashichö Dzong (que significa Fortaleza da gloriosa religião) é a sede do governo do Butão desde 1968. Atualmente abriga a sala do trono e os escritórios do rei, o secretariado do gabinete e os ministérios de assuntos internos e finanças. Alguns outros departamentos governamentais estão alojados em edifícios ao sul do Dzong e outros em novos edifícios em Thimphu. A oeste do Dzong há uma pequena torre de Ney Khang Lhakhang que abriga uma estátua do Buda Shakyamuni e divindades protetoras. Em 1953, a família real passou a residir no recém-construído Palácio Dechencholing.

## Templos e capelas no Dzong
Existem trinta templos, capelas e santuários dentro do Tashichö-Dzong.

## Galeria

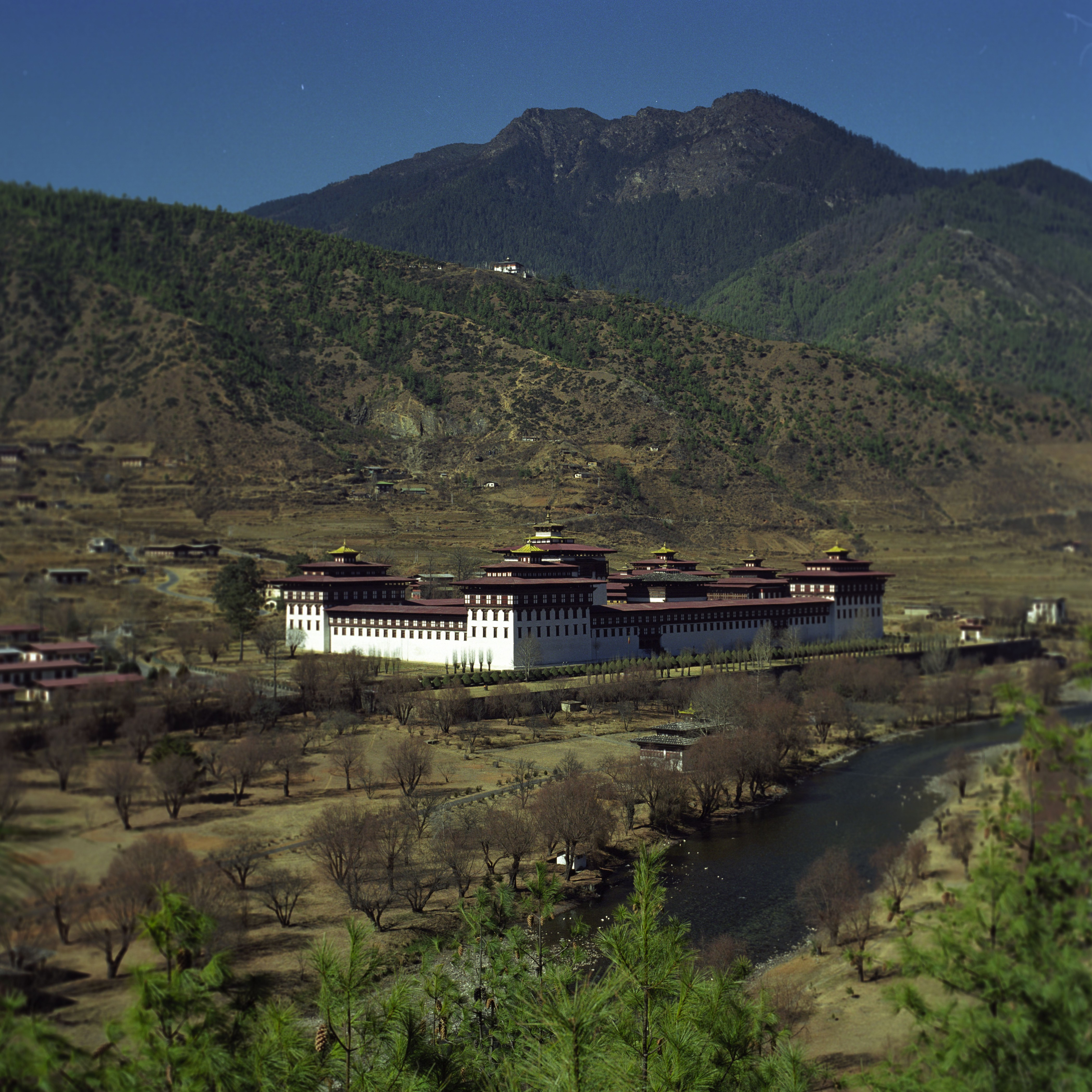
Visto ao lado do rio Timbu
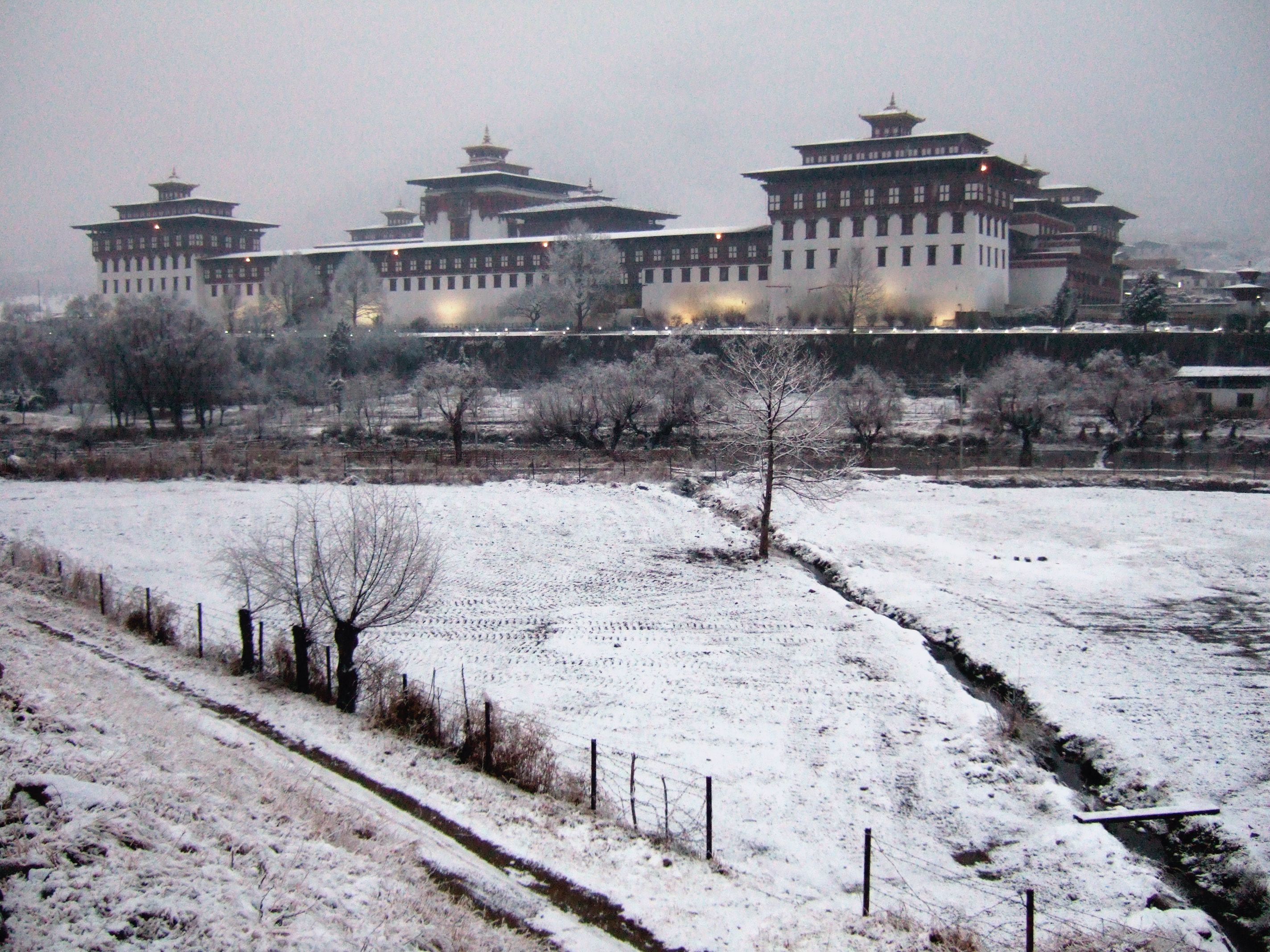
O Tashichö Dzong no inverno
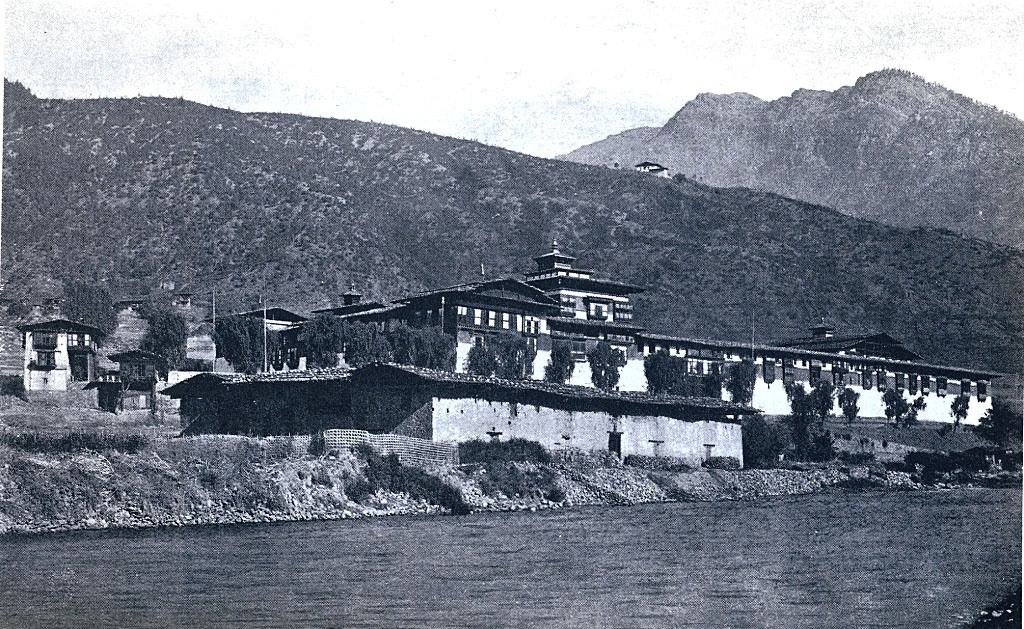
O complexo em 1921
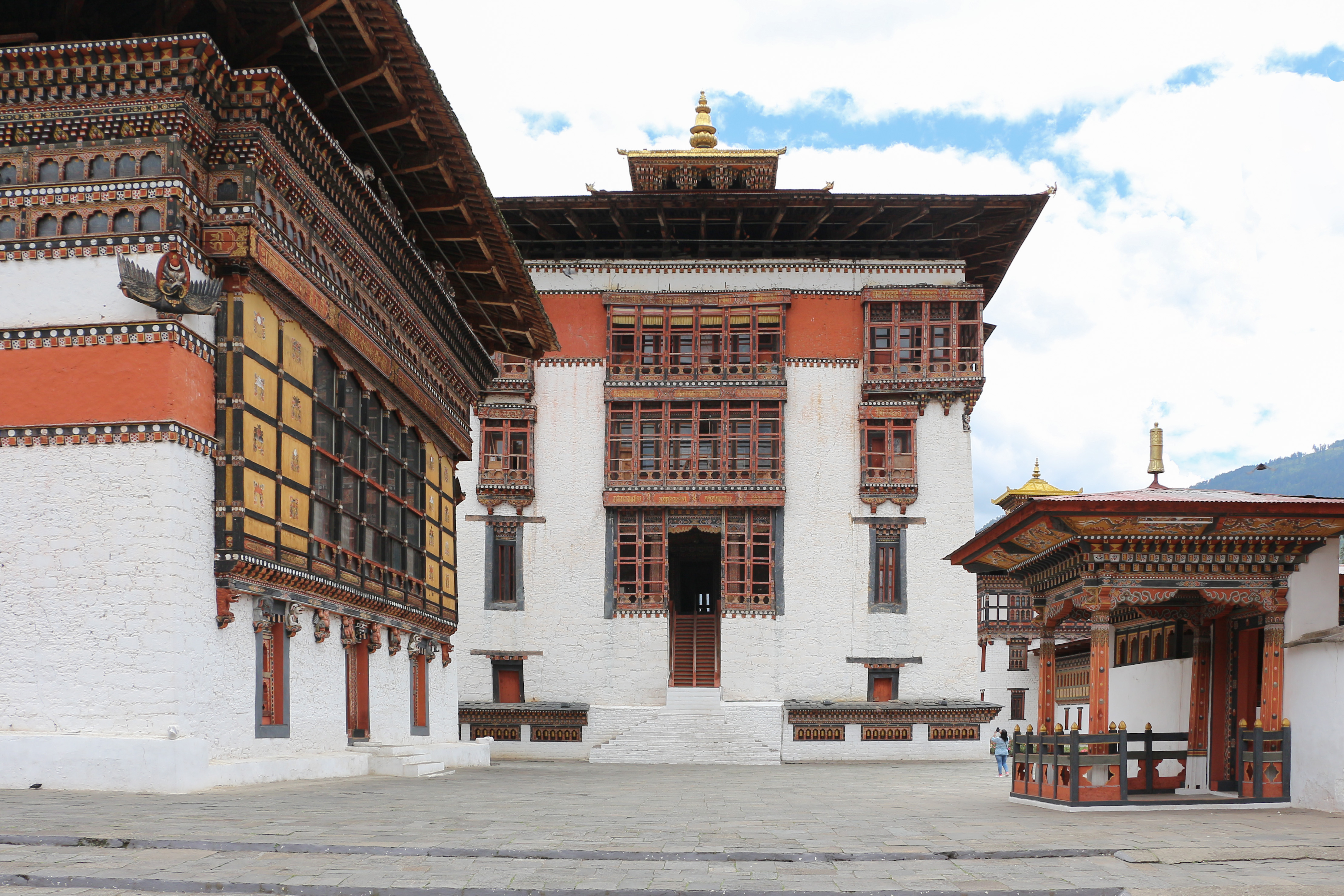
Utse, ou a Torre Central
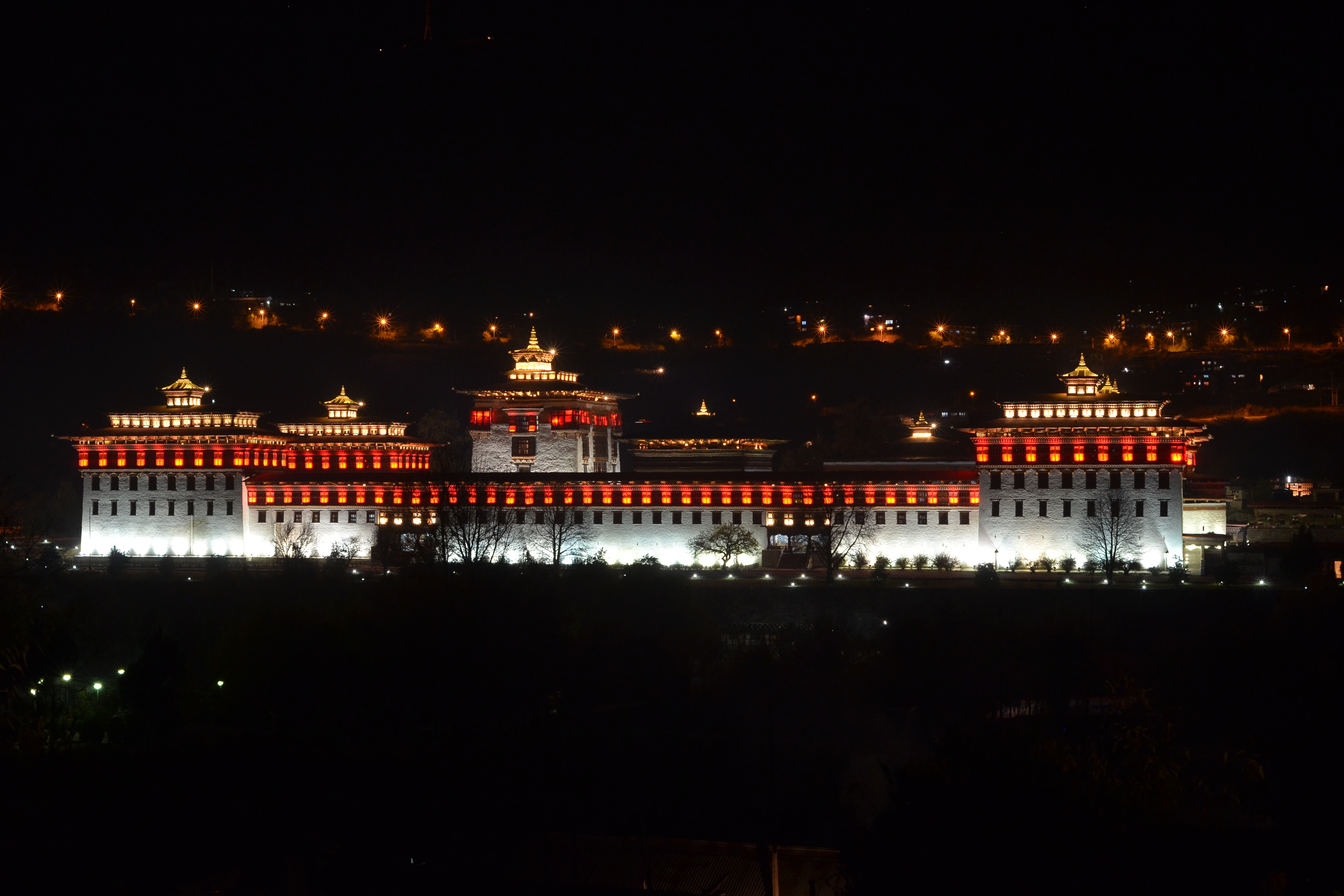
O edifício à noite
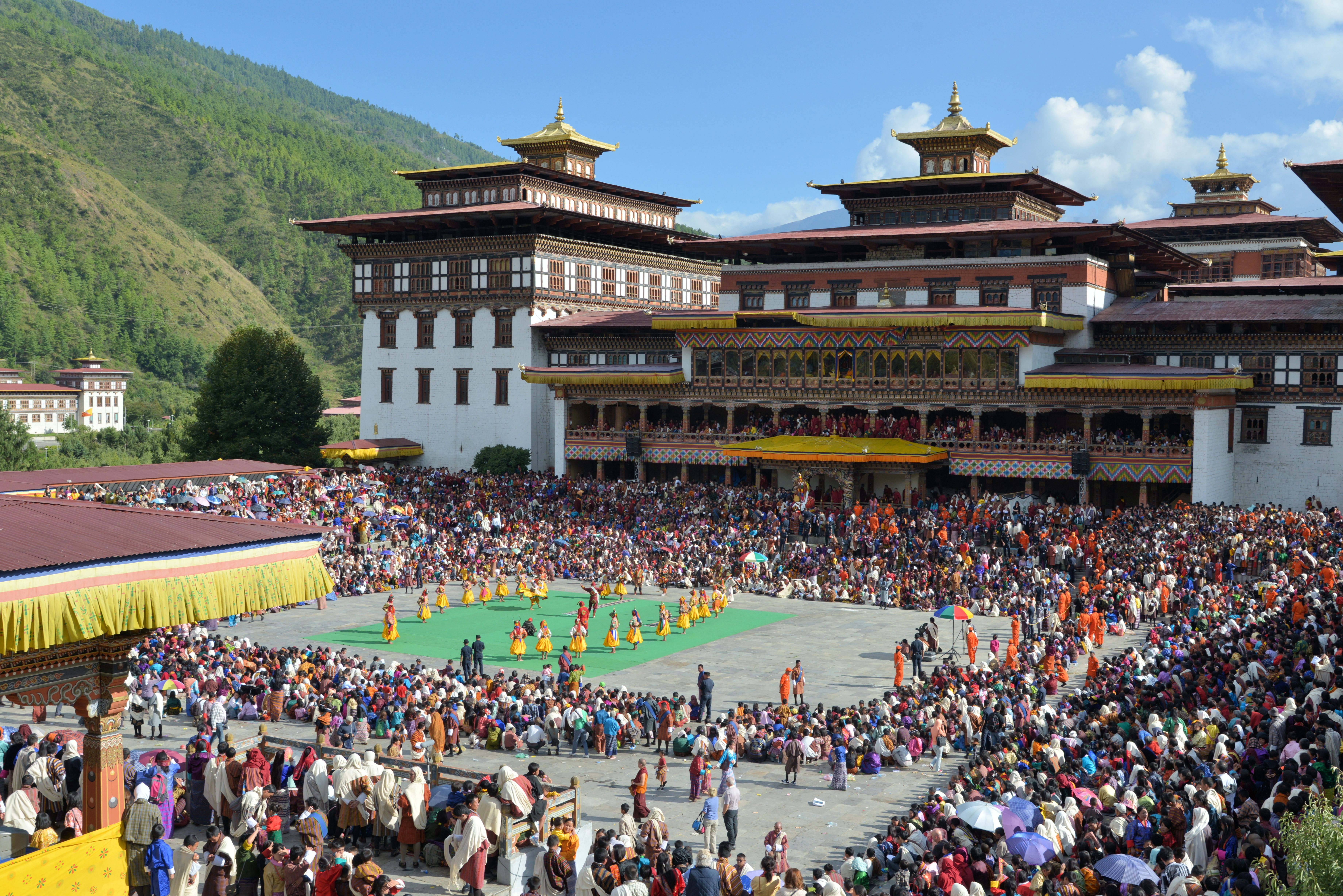
Festival Tsechu